# بيير-جوزيف بيليتييه
بيير-جوزيف بيليتييه (بالفرنسية: Pierre Joseph Pelletier)‏ (22 مارس 1788- 19 يوليو 1842) هو كيميائي فرنسي، اشتهر لأبحاثه حول أشباه قلويات النباتات، وشارك في اكتشاف الكافيين والكينين وستريكنين. تعاون وشارك في التأليف مع الكيميائي البولندي فيليب والتر.